# 津賀村
津賀村（つがそん）は、岡山県御津郡にあった村。現在の加賀郡吉備中央町の一部にあたる。

## 地理
宇甘川と支流・加茂川の流域、吉備高原の浸食小起伏面上に位置していた。

## 歴史
- 1889年（明治22年）6月1日、町村制の施行により、津高郡加茂村・福山村、賀陽郡菅谷村が発足[3]。
- 1900年（明治33年）4月1日、郡の統合により加茂村・福山村は御津郡に、菅谷村は吉備郡にそれぞれ所属[3]。
- 1932年（昭和7年）4月1日、上記3村が合併して御津郡津賀村を新設[1][2]。合併各村の広面、上加茂、下加茂、平岡、高谷、美原、加茂市場、竹部、上野の9大字を継承[2]。
- 1955年（昭和30年）3月31日、御津郡円城村、長田村、豊岡村、新山村と合併し、町制施行し加茂川町を新設して廃止された[1][2]。合併後、加茂川町大字広面・上加茂・下加茂・平岡・高谷・美原・加茂市場・竹部・上野となる[2]。

## 産業
- 農林業、鉱工業、商業[2]

## 教育
- 1932年（昭和7年）加茂小学校を津賀東小学校に、菅谷小学校を津賀南小学校に改称[2]。1947年（昭和22年）福山小学校を津賀西小学校に改称[2]。
- 1947年（昭和22年）津賀中学校開校[2]。1951年（昭和26年）新校舎落成[2]。
- 1948年（昭和23年）御津高等学校御北分校津賀校舎設立[2]。1949年（昭和24年）津賀校舎は金川高等学校（のち岡山県立金川高等学校）御北分校の所属に変更[2]。